# Пасько Ігор Миколайович
І́гор Микола́йович Пасько́ (нар. 4 червня 1969 року с. Бодаква, Полтавська область, УРСР — 9 березня 2022, Київська область, Україна) — український військовослужбовець, сержант Збройних Сил України, учасник російсько-української війни, який загинув у ході російського вторгнення в Україну в 2022 році. Кавалер ордена «За мужність» III ступеня (посмертно).

## Життєпис
Народився 4 червня 1969 року в селі Бодакві Лохвицького району Полтавської області в родині шофера та медичної сестри, з трьох синів був наймолодшим. В 1984 році закінчив Бодаквянську середню школу, після якої навчався у Глинському професійно-технічному училищі, де здобув професію тракториста. Проходив строкову військову службу в прикордонних військах, отримав звання сержанта.
З 1993 року мешкав в місті Лохвиці та по 2001 рік працював монтером у Лохвицькому відділі АТ «Полтаваобленерго».
У 2014 році, з початком російської агресії, відбув добровольцем у складі Сумського прикордонного загону на захист Батьківщини. Був гранатометником, позивний «Гром». Брав участь у боях за Іловайськ та в обороні Мар'їнки.
У 2016 році повернувся до мирного життя та улюбленої справи. Був копачем криниць, ремесло якого успадкував від батька та діда.
З першого дня російського вторгнення в Україну став на захист своєї Держави.
Потрапив артилеристом в 2-гу самохідну артилерійську батарею 2-го самохідного артилерійського дивізіону бригадної артилерійської групи 72 ОМБр імені «Чорних Запорожців». Був заряджаючим гаубиці.
9 березня 2022 року, в селі Лютіж Вишгородського району, під час боїв за Київ, батарея Ігоря відбивала атаку російських танків. Чотири бронемашини вдалося підбити, але під час зміни позиції батареї, два ворожих гелікоптери скинули снаряди. Ігор отримав смертельне поранення голови.
Похований 12 березня 2022 року на рідній землі в селі Бодакві.

## Родина
Залишилися дружина та донька Ярослава, брати Олександр і Анатолій.

## Нагороди
- орден «За мужність» III ступеня (2022, посмертно) — за особисту мужність і самовіддані дії, виявлені у захисті державного суверенітету та територіальної цілісності України, вірність військовій присязі.